# 九龍巴士1號線
九龍巴士1號線是香港九龍的一條巴士路線，來往竹園邨和尖沙咀碼頭。本線是九龍區最早開辦的巴士路線之一，在日佔末期更是唯一提供服務的巴士路線，路線編號「1」亦是由淪陷期間的1942年起採用至今。戰後此路線的重要性一直與日俱增，其在1949年更成為全港首條使用雙層巴士行走之巴士路線。

## 歷史
該線於1920年代開辦，當時的編號是6號，來往尖沙咀及九龍城，並設有頭等及二等收費。1941年12月香港保衛戰期間，該線一度停駛，並於1942年1月10日恢復服務。
到了1942年10月在港日政府交通重組下，路線編號更改為1號。由於能源短缺，本線於1943年8月12日縮短為尖沙咀至窩打老道。該線是於香港日治時期末期九龍唯一仍提供服務的巴士路線。
1946年2月中，九巴以1號線的名義重開該線。1949年4月17日，該線獲派香港首4輛雙層巴士行走，成為香港首條提供雙層巴士行走的路線。由於戰後油麻地、旺角及九龍城人口不斷增加，該線一直有很高需求。六七暴動期間，該線是少數能夠仍然維持運作的巴士路線。隨著橫頭磡及樂富發展，本線於1972年4月27日起延長至樂富，1976年7月1日延長至橫頭磡。1984年6月5日，為配合竹園邨入伙，該線延長至竹園邨，成為竹園邨首條巴士路線。由於往竹園邨方向需由界限街左轉聯合道，超過十米的巴士卻無法這樣轉入，因此為方便改派當時為最新車型的利蘭11米普通巴士，於1987年5月25日往竹園邨方向改由界限街左轉嘉林邊道，東寶庭道返回聯合道，來回程改經整段鳳舞街，不再經樂富中心，為竹園邨一帶居民提供直接往來九龍心臟地帶的巴士服務。
1992年8月3日，該線開始增派空調巴士行走。2003年開始，該線引入當時最新的亞歷山大丹尼士Enviro 500行走。2008年12月29日，該線正式改為以全空調巴士行走。
2015年6月27日：增設到站時間預報。
2015年9月29日，此線調整班次，減少一輛巴士行走。
2018年11月25日，此線的尖沙咀碼頭開出的尾班車延長至00:45。
2021年12月19日，立法會選舉日，九巴「破天荒」贊助當天此線由頭班車至尾班車，乘客可無限次免費乘搭。
2022年3月4日，受新型冠狀病毒疫情影響，該路線由當日起全面暫停服務，直至3月30日。(此路線自開行百年來首次停駛超過三星期，在日治及暴動時期仍未停止行走)

### 免費乘車日
2022年7月1日，為紀念香港回歸二十五周年，科興控股（香港）有限公司贊助當天此線由頭班車至尾班車，乘客可無限次免費乘搭，但受「颱風暹芭」襲港影響，尾班車提早至晚上10時開出。。
2022年11月6日，為慶祝電影《飯戲攻心》有超過108萬入場觀眾，電影公司贊助當天此線及九巴108線由頭班車至尾班車，乘客可無限次免費乘搭。這是本線不足1年之內第3次舉辦同類活動。

## 服務時間及班次
| 竹園邨開         | 竹園邨開    | 竹園邨開     | 尖沙咀碼頭開     | 尖沙咀碼頭開 | 尖沙咀碼頭開 |
| 日期             | 服務時間    | 班次（分鐘） | 日期             | 服務時間     | 班次（分鐘） |
| ---------------- | ----------- | ------------ | ---------------- | ------------ | ------------ |
| 星期一至五       | 05:35-06:23 | 12           | 星期一至五       | 06:30-06:55  | 12/13        |
| 星期一至五       | 06:23-08:29 | 7/8          | 星期一至五       | 06:55-07:55  | 15           |
| 星期一至五       | 08:29-08:59 | 10           | 星期一至五       | 07:55-09:00  | 13           |
| 星期一至五       | 08:59-12:40 | 12/13        | 星期一至五       | 09:00-12:30  | 15           |
| 星期一至五       | 12:40-14:00 | 10           | 星期一至五       | 12:30-13:30  | 12           |
| 星期一至五       | 14:00-15:00 | 12           | 星期一至五       | 13:30-15:00  | 10           |
| 星期一至五       | 15:00-17:00 | 10           | 星期一至五       | 15:00-18:38  | 8/9          |
| 星期一至五       | 17:00-18:00 | 12           | 星期一至五       | 18:38-19:48  | 10           |
| 星期一至五       | 18:00-18:22 | 11           | 星期一至五       | 19:48-21:00  | 12           |
| 星期一至五       | 18:22-19:10 | 12           | 星期一至五       | 21:00-23:00  | 10           |
| 星期一至五       | 19:10-23:40 | 15           | 星期一至五       | 23:00-00:45  | 15           |
| 星期六           | 05:35-09:45 | 10           | 星期六           | 06:30-07:00  | 15           |
| 星期六           | 09:45-09:56 | 11           | 星期六           | 07:00-11:00  | 12           |
| 星期六           | 09:56-11:20 | 12           | 星期六           | 11:00-12:00  | 15           |
| 星期六           | 11:20-12:00 | 10           | 星期六           | 12:00-13:00  | 12           |
| 星期六           | 12:00-14:00 | 9/10         | 星期六           | 13:00-14:50  | 10           |
| 星期六           | 14:00-19:00 | 10           | 星期六           | 14:50-16:20  | 9            |
| 星期六           | 19:00-20:25 | 12/13        | 星期六           | 16:20-23:00  | 10           |
| 星期六           | 20:25-23:40 | 15           | 星期六           | 23:12        | 23:12        |
|                  |             |              | 星期六           | 23:25-00:25  | 15           |
| 00:40            |             |              | 星期六           |              |              |
| 星期日及公眾假期 | 05:35-06:01 | 13           | 星期日及公眾假期 | 06:30-08:30  | 15           |
| 星期日及公眾假期 | 06:01-09:25 | 12           | 星期日及公眾假期 | 08:30-11:30  | 12           |
| 星期日及公眾假期 | 09:25-16:15 | 10           | 星期日及公眾假期 | 11:30-19:08  | 9/10         |
| 星期日及公眾假期 | 16:15-16:48 | 11           | 星期日及公眾假期 | 19:08-20:20  | 12           |
| 星期日及公眾假期 | 16:48-20:00 | 12           | 星期日及公眾假期 | 20:20-21:00  | 10           |
| 星期日及公眾假期 | 20:00-23:00 | 15           | 星期日及公眾假期 | 21:00-22:25  | 12/13        |
| 星期日及公眾假期 | 23:00-23:40 | 20           | 星期日及公眾假期 | 22:25-00:25  | 15           |
|                  |             |              | 星期日及公眾假期 | 00:45        |              |

## 收費
全程：$6.7
- 港九潮州公學往竹園邨：$6.3
- 奶路臣街往尖沙咀碼頭：$5.8

| - 本線設有12歲以下小童及65歲或以上長者半價優惠。 - 65歲或以上香港居民使用「樂悠咭」，以及12歲以下合資格殘疾兒童使用「殘疾人士身份」個人八達通繳付車資，均可享有每程$2.0或半價（以較低者為準）的票價優惠；12至64歲合資格殘疾人士使用「殘疾人士身份」個人八達通（包括「樂悠咭」），以及60至64歲香港居民使用「樂悠咭」繳付車資，均可享有每程$2.0或全費（以較低者為準）的票價優惠。 - 65歲或以上長者如使用長者或一般個人八達通繳付車資，則只可享有半價優惠；12至64歲合資格殘疾人士如不使用「殘疾人士身份」個人八達通，以及60至64歲人士如不使用「樂悠咭」繳付車資，必須繳付全費。 - 乘客可以現金或八達通於上車時付款，不設找續。 - 每位成人乘客可免費攜帶最多兩名4歲以下而不佔座位的兒童乘客乘車，超額之4歲以下小童必須繳付小童車費乘車。 - 持有「九巴月票」之乘客在車票有效期內，每日可享最多10程任何九龍巴士及龍運巴士路線（包括本路線，以及聯營路線的九龍巴士／龍運巴士提供的班次；惟乘搭機場「A」及「NA」線則可享原價二七折優惠（不會計算每天10次合資格車程））；而B1線則每日可享最多各2程（不會計算每天10次合資格車程）。 - 九龍巴士、城巴、龍運巴士及陽光巴士全職員工及家屬（不包括外判職員）可免費乘搭本路線，惟必須拍職員或職員家屬八達通。 - 乘客亦可透過多元化電子支付系統（e度嘟）繳付車資，包括使用非接觸式VISA卡、JCB卡、萬事達卡、銀聯卡、美國運通、大來國際、Discover Card、Apple Pay、Google Pay、Samsung Pay、AlipayHK「易乘碼」、支付寶、WeChatHK／微信支付「搭車碼」、銀聯雲閃付「乘車碼」及BOC Pay「乘車碼」。乘客使用此付款方式，使用此支付方式的乘客可享有中途下車之分段收費，以及與其他九巴／龍運獨營路線或聯營線九巴／龍運班次之轉乘優惠，惟不適用於與非九巴／龍運路線之轉乘優惠，亦不能享有「公共交通費用補貼計劃」及「長者及合資格殘疾人士公共交通票價優惠計劃」。 |

### 八達通轉乘優惠
乘客以同一八達通轉乘下列組合，可享車資優惠
1往尖沙咀碼頭→203C往尖沙咀東(麼地道)，須在150分鐘內轉乘，可享有$4.2車資優惠
1往竹園邨→203C往深水埗(大坑東)/203C往尖沙咀東(麼地道)→1往尖沙咀碼頭，須在150分鐘內轉乘，可免費轉乘
1往竹園邨→9往彩福/270A往上水，須在150分鐘內轉乘，可享有$6.4車資優惠
1往竹園邨→24往啟業/270C往粉嶺(聯和墟)，須在分別120及150分鐘內轉乘，可享有$4.2車資優惠
9往尖沙咀東(麼地道)→1往尖沙咀碼頭，須在150分鐘內轉乘，可享有$5.6車資優惠
24往旺角/95往九龍站
/270P往九龍站→1往尖沙咀碼頭，須在分別120及150分鐘內轉乘，可享有$4.2車資優惠
1往尖沙咀碼頭→296D往九龍站/296D往尚德→1往竹園邨，須在分別120及60分鐘內轉乘，可享有兩程合共$10.4車資優惠

## 使用車輛
由於本線途經專營巴士低排放區，故必須使用達到歐盟五型或以上排放標準的車輛行走。
現時本線使用11輛富豪B9TL 12米（10輛AVBWU、1輛AVG）、2輛Enviro 500 MMC 12米（ATENU）
| 車隊編號 | 車牌   |
| -------- | ------ |
| AVBWU30  | PJ9589 |
| AVBWU60  | PT 378 |
| AVBWU225 | RE1213 |
| AVBWU252 | RJ2681 |
| AVBWU253 | RJ2733 |
| AVBWU395 | TF6492 |
| AVBWU401 | TG6248 |
| AVBWU405 | TH5189 |
| AVBWU406 | TJ 652 |
| AVBWU408 | TJ5147 |
| ATENU555 | TL4692 |
| ATENU869 | TW4803 |
| AVG1     | VS9188 |

## 行車路線
竹園開經：竹園道、馬仔坑道、鳳舞街、東頭村道、聯合道、太子道西、彌敦道及梳士巴利道。
尖沙咀碼頭開經：梳士巴利道、彌敦道、亞皆老街、新填地街、旺角道、洗衣街、太子道西、通菜街、界限街、太子道西、嘉林邊道、東寶庭道、聯合道、東頭村道、鳳舞街、馬仔坑道及竹園道，具體停站請參考資訊框。

## 客量
本路線幾十年來一直是竹園邨、橫頭磡、東頭邨及九龍城內街來往彌敦道的主要路線，而且人口密集，因此本路線的客量很高。

## 外部連結
- 九龍巴士1號線官方網站路線資料 （页面存档备份，存于）
- 九龍巴士1號線－681巴士總站 （页面存档备份，存于）

 香港大典上的相关条目：九巴1號線（繁體中文）